# Průliv se železným dnem

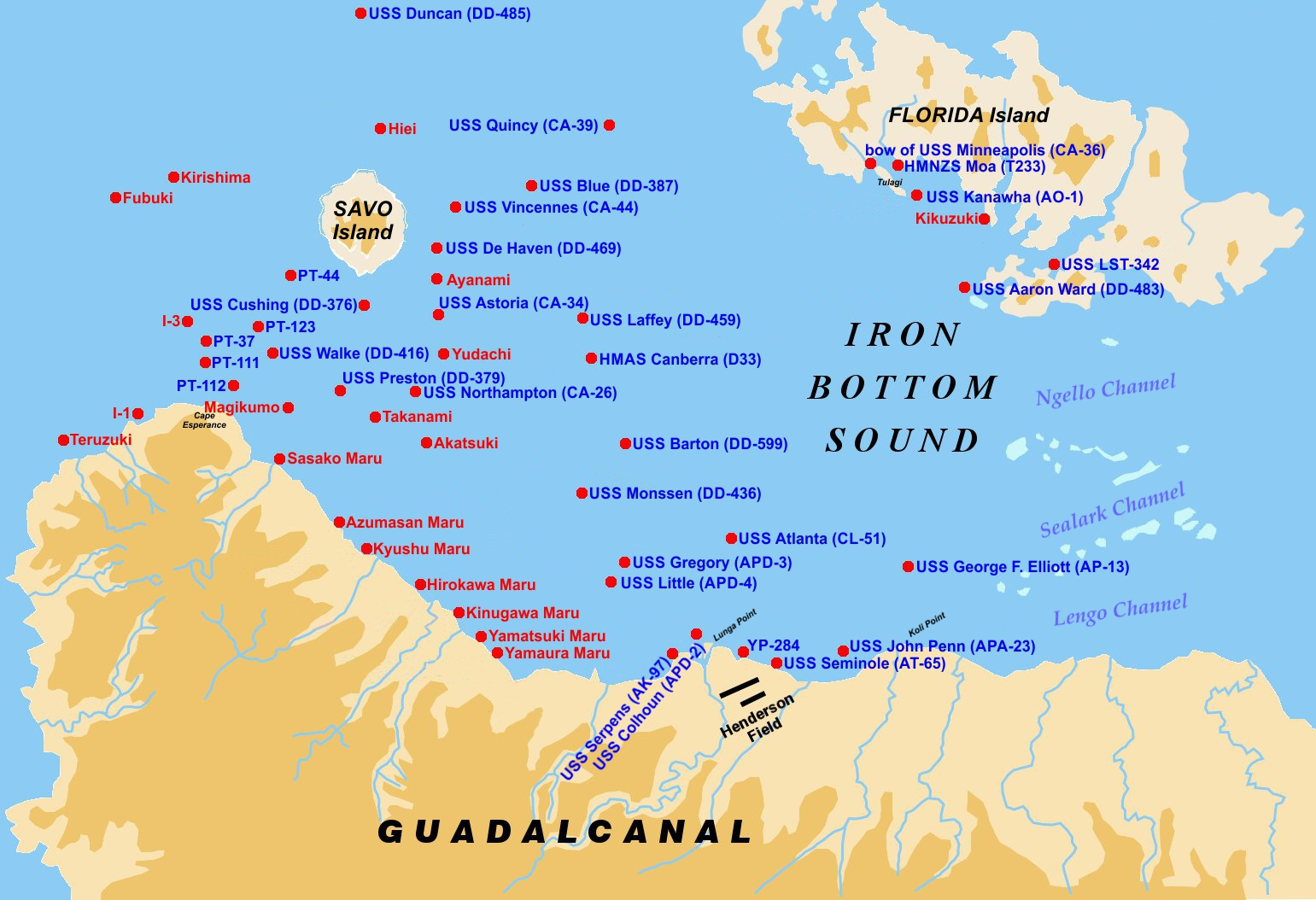
Mapa ukazující rozmístění lodních vraků v úžině

Průliv se železným dnem (Ironbottom Sound) se nachází v jihozápadním Pacifiku, mezi ostrovy Guadalcanal, Florida a Savo. Pojmenovali ho tak spojenečtí vojáci podle množství vraků lodí a letadel, které spočinuly na jeho dně. Většina z nich tu byla potopena (či sestřelena) během šestiměsíčních bojů o Guadalcanal od srpna 1942 do února 1943. Před druhou světovou válkou byla tato úžina známa jako Sealarkova (Sealark Sound).
Na západě na ni navazuje Štěrbina (Slot), která představovala hlavní přístupovou trasu k Průlivu se železným dnem pro japonské jednotky z Rabaulu.
Jelikož spousta vraků leží buďto přímo na plážích nebo v malé hloubce, jsou pobřežní vody průlivu vyhledávaným cílem pro potápěče.

## Významné bitvy
- Bitva u ostrova Savo (noc z 8. na 9. srpna 1942)
- Bitva u mysu Esperance (noc z 11. na 12. října 1942)
- Námořní bitva u Guadalcanalu (13. až 15. listopadu 1942)
- Bitva u Tassafarongy (30. listopadu 1942)
- Operace I-gó (1. až 16. dubna 1943)

## Seznam potopených lodí

### Japonské

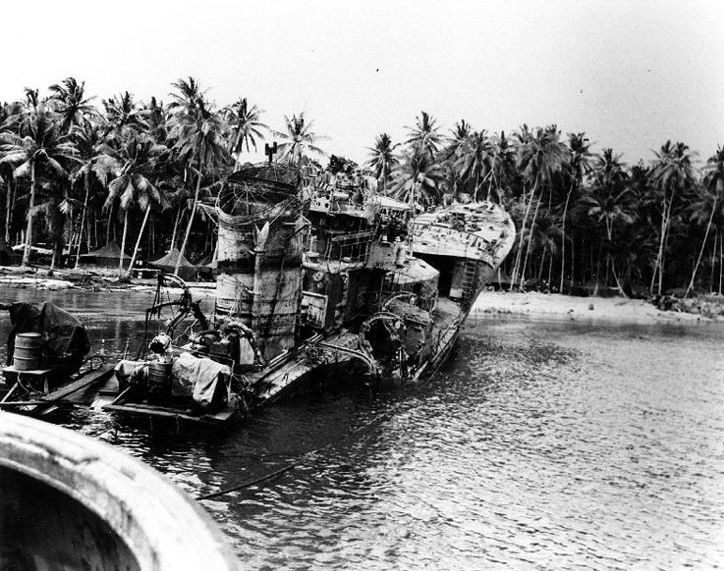
Vrak japonského torpédoborce Kikuzuki v Halavo Bay na ostrově Florida. Torpédoborec byl potopen palubními letouny z USS Yorktown 4. května 1942. Fotografováno v srpnu 1943

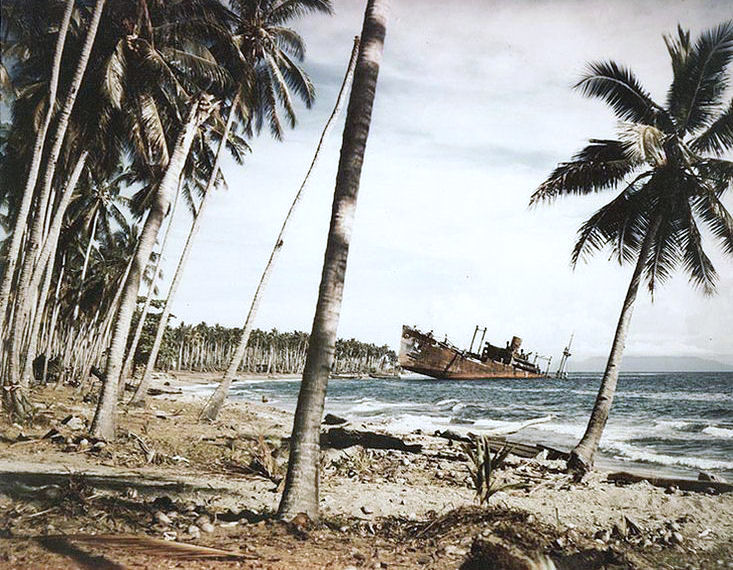
Japonská transportní loď Kinugawa Maru najela na břeh a byla zničena 15. listopadu 1942

- Ajanami — torpédoborec třídy Fubuki
- Akacuki — torpédoborec třídy Fubuki
- Azumasan Maru — transportní loď
- Fubuki — torpédoborec třídy Fubuki
- Furutaka — těžký křižník třídy Furutaka
- Hiei — bitevní loď třídy Kongó
- Hirokawa Maru — transportní loď
- Jamacuki Maru — transportní loď
- Jamaura Maru — transportní loď
- Júdači — torpédoborec třídy Širacuju
- Kasi Maru — nákladní loď
- Kikuzuki — torpédoborec třídy Mucuki
- Kinugawa Maru — transportní loď
- Kirišima — bitevní loď třídy Kongó
- Kjúšú Maru — transportní loď
- Makigumo — torpédoborec třídy Júgumo
- miniponorka typu A
- Sasako Maru — transportní loď
- Takanami — torpédoborec třídy Júgumo
- Tama Maru — stíhač ponorek
- Teruzuki — torpédoborec třídy Akizuki
- Toa Maru — transportní loď

### Spojenecké
- USS Aaron Ward — americký torpédoborec třídy Gleaves
- USS Astoria — americký těžký křižník třídy New Orleans
- USS Atlanta — americký protiletadlový křižník třídy Atlanta
- USS Barton — americký torpédoborec třídy Benson
- USS Blue — americký torpédoborec třídy Bagley
- HMAS Canberra — australský těžký křižník třídy Kent
- USS Colhoun — americký torpédoborec třídy Wickes
- USS Cushing — americký torpédoborec třídy Mahan
- USS De Haven — americký torpédoborec třídy Fletcher
- USS Duncan — americký torpédoborec třídy Gleaves
- USS George F. Elliot — americká transportní loď třídy Heywood
- USS Gregory — americký torpédoborec třídy Wickes
- USS Jarvis — americký torpédoborec třídy Gridley
- USS John Penn — americká výsadková loď
- USS Kanawha — americký tanker třídy Kanawha/Cuyama
- USS Laffey — americký torpédoborec třídy Benson
- USS Little — americký torpédoborec třídy Wickes
- LST-342 — americká tanková výsadková loď
- příď těžkého křižníku USS Minneapolis (třída New Orleans) u Tulagi
- HMNZS Moa — novozélandská korveta třídy Bird
- USS Monssen — americký torpédoborec třídy Gleaves
- USS Northampton — americký těžký križník třídy Northampton
- USS Preston — americký torpédoborec třídy Mahan
- PT-37 — americký torpédový člun
- PT-44 — americký torpédový člun
- PT-111 — americký torpédový člun
- PT-112 — americký torpédový člun
- PT-123 — americký torpédový člun
- USS Quincy — americký těžký křižník třídy New Orleans
- USS Seminole — americký oceánský remorkér třídy Navajo
- USS Serpens — USMCG nákladní loď třídy Crater (Liberty)
- USS Vincennes — americký těžký křižník třídy New Orleans
- USS Walke — americký torpédoborec třídy Sims
- YP-284 — americký hlídkový člun